# Marco Esposito
Marco Esposito (8 de fevereiro, 1980) é um futebolista italiano. 

## História
Esposito iniciou sua carreira profissional no Meda  da Série D do campeonato italiano. Ganhou promoção com o clube e desempenhou um papel integral na Série C2. No verão de 2000, foi contratado pelo Citadella da Série B. Ele segiu a equipe relegada a Série C1, no verão de 2002. Em julho de 2003 foi contratado pelo Ancona, quando fez sua estréia na Série A. Após o Ancona ter sido rebaixado em 2004, foi defender o Chievo. No final da temporada de 2005, assinou contrato com o Bari, e jogou 4 Série B. Em 2009 foi transferido par o Mantova.